# Giovanni Battista Orsini (cardinal)
Pour les articles homonymes, voir Orsini.
Pour l’article ayant un titre homophone, voir Giovanni Battista Orsini.
Giovanni Battista Orsini (Monterotondo, vers 1450 - Rome, 22 février 1503) fut un cardinal de l'Église catholique.

## Biographie
Giovanni Battista Orsini est le membre le plus important de la branche des Orsini de Monterotondo. Il est le fils de Lorenzo Orsini, seigneur de Monterotondo, et de Clarisse Orsini, sœur du cardinal Latino Orsini. Il fut créé cardinal sous Sixte IV en 1483. 
Il faisait partie des organisateurs du complot dit la Congiura di Magione contre César Borgia et le Pape Alexandre VI en 1502. À la suite de l'échec de l'opération, de nombreux membres de sa famille furent assassinés et il fut emprisonné au château Saint-Ange à Rome où il meurt le 22 février 1503.